# Principe Tomohito di Mikasa
Il principe Tomohito di Mikasa (Hayama, 5 gennaio 1946 – Chiyoda, 6 giugno 2012) era il figlio primogenito del principe Mikasa e della principessa Mikasa.
Era cugino di primo grado dell'imperatore Akihito, sesto nella linea di successione al trono del Giappone ed erede della casa principesca di Mikasa-no-miya e del titolo di "Principe Mikasa". Il principe Tomohito è stato il primo membro della famiglia imperiale del Giappone a portare una folta barba dopo l'imperatore Meiji, guadagnandosi così l'appellativo popolare del "Principe Barbuto".

## Istruzione
Il principe Tomohito si è laureato presso il dipartimento di studi politici della Facoltà di giurisprudenza dell'Università Gakushuin nel 1968. Dal 1968 al 1970, ha studiato al Magdalen College dell'Università di Oxford, nel Regno Unito.

## Matrimonio e la famiglia
Il principe si è fidanzato il 21 maggio 1980 con Nobuko Aso, la terza figlia del defunto Takakichi Aso, presidente della Aso Cement Co., e di sua moglie, Kazuko, figlia dell'ex primo ministro, Shigeru Yoshida e sorella dell'ex primo ministro Tarō Asō. La coppia si è sposata il 7 novembre 1980. Il principe e la principessa hanno due figlie: la principessa Akiko (彬子女王 Akiko Joo, nata il 20 dicembre 1981) e la principessa Yōko (瑶子女王 Yōko Joo, nata il 25 ottobre 1983). La famiglia viveva nella tenuta del complesso Akasaka ad Azabo, Minato, nella capitale.

## Servizio pubblico
Per le Olimpiadi invernali di Sapporo del 1972, il principe Tomohito è stato membro del comitato di organizzatore dal 1970 al 1972. Ha fatto parte anche del comitato per la Okinawa 1975 World Fair.
Il principe Tomohito è stato presidente e presidente onorario di varie organizzazioni che si occupano di ricerca sul cancro, dopo aver sofferto della malattia a partire dal 2003, e dell'educazione dei giovani e della promozione delle relazioni internazionali. Era anche noto per il suo sostegno alle organizzazioni che hanno promosso il benessere delle persone con disabilità fisiche o mentali attraverso attività sportive, come sci, bowling, danza e rugby. Ha viaggiato molto all'estero.
Il principe ha tenuto conferenze e scritto articoli per giornali e riviste nazionali, ed era anche autore di sette libri. È apparso alla radio come dj in gioventù.
Nel dicembre 1992, il principe e la principessa hanno visitato gli Stati Uniti per sostenere un reparto oncologico di recente costituzione nel New York Medical College e nel 1994, ha visitato le Hawaii per sostenere la ricostruzione del Kuakini Hospital. Nel febbraio 1994, il principe e la principessa hanno visitato la Norvegia per partecipare alle Olimpiadi invernali del 1994 a Lillehammer, in Norvegia.
Nell'aprile 1998, il principe e la principessa hanno visitato la Turchia per partecipare alla cerimonia di apertura della Fondazione centro culturale Turchia-Giappone. Avevano già visitato la Turchia nel 1990 come parte delle celebrazioni per il 100º anniversario delle relazioni Giappone-Turchia. Il principe ha sostenuto con forza l'istituzione di un Istituto giapponese di archeologia anatolica presso il Centro di cultura del Medio Oriente in Giappone, ed è tornato in Turchia ancora nel mese di ottobre 2002, giugno 2003 e ottobre 2003. Nel giugno 1998, il principe Tomohito visitato l'Australia per le attività di raccolta fondi per una fondazione della scienza medica per commemorare l'australiano vincitore del Premio Nobel Howard Walter Florey. Nel dicembre dello stesso anno, ha visitato la Thailandia per assistere ai XIII Giochi asiatici.
Nell'aprile 2003, il principe Tomohito ha visitato la Norvegia accompagnato dalla figlia, la principessa Akiko per partecipare ai campionati di sci per disabili visivi.
In gioventù è stato anche dj presso alcune radio.

## Problemi di salute e morte
Al principe venne diagnosticato un cancro nel 1991, poi andato in remissione. Nel 2003 gli è stato diagnosticato un cancro della laringe, per il quale ha subito iniziato un trattamento. Nel settembre 2006 si è fratturato la mascella, che era stata indebolita dai trattamenti di chemioterapia. Nel 2007 il principe ha fatto un annuncio pubblico dichiarando di soffrire di alcolismo, e di essere in cura presso l'Imperial Household Agency Hospital. Nel marzo 2008 ha subito un intervento chirurgico. Anche se sono stati fatti molti tentativi per salvare la sua voce, ha poi sofferto di polmonite causata dalla sua incapacità di deglutire correttamente il cibo, ed è stato in grado di parlare solo con l'aiuto di un laringe meccanica.
Il 6 giugno 2012, il principe è morto per insufficienza multiorgano all'ospedale di Tokyo a 66 anni, dove era stato ricoverato per qualche tempo, a causa di una diagnosi di tumore multiplo. Circa 660 persone hanno partecipato alle sue esequie a Tokyo. La cerimonia, chiamata "Renso no Gi", si è tenuto presso il Cimitero Imperiale di Toshimagaoka, Bunkyō il 14 giugno 2012. La cerimonia è stata guidata dalla figlia maggiore, la principessa Akiko. Vi hanno preso parte pure la figlia più giovane, la principessa Yōko, il principe ereditario Naruhito, la principessa Masako e gli altri membri della famiglia imperiale, così come il primo ministro Yoshihiko Noda.

## Cariche onorifiche
- Presidente dell'Organizzazione del social welfare Yuai Jyuji Kai
- Presidente della Arinomama-sha
- Presidente dell'Organizzazione del social welfare Saiseikai
- Presidente della Fondazione per lo sviluppo di nuova tecnologia
- Presidente del Fondo per la ricerca sul cancro Principessa Takamatsu
- Presidente dell'Associazione giapponese di biliardo
- Presidente dell'Associazione dei maestri di sci del Giappone
- Presidente della Collegiata di pattinaggio su ghiaccio e della Federazione di hockey
- Presidente della Società Giappone-Turchia
- Presidente del Centro della Cultura del Medio Oriente in Giappone
- Presidente onorario dell'Union Giappone di rugby
- Presidente onorario della Società Giappone-Gran Bretagna
- Presidente onorario della Società Giappone-Norvegia